# Транспорт в Новой Зеландии

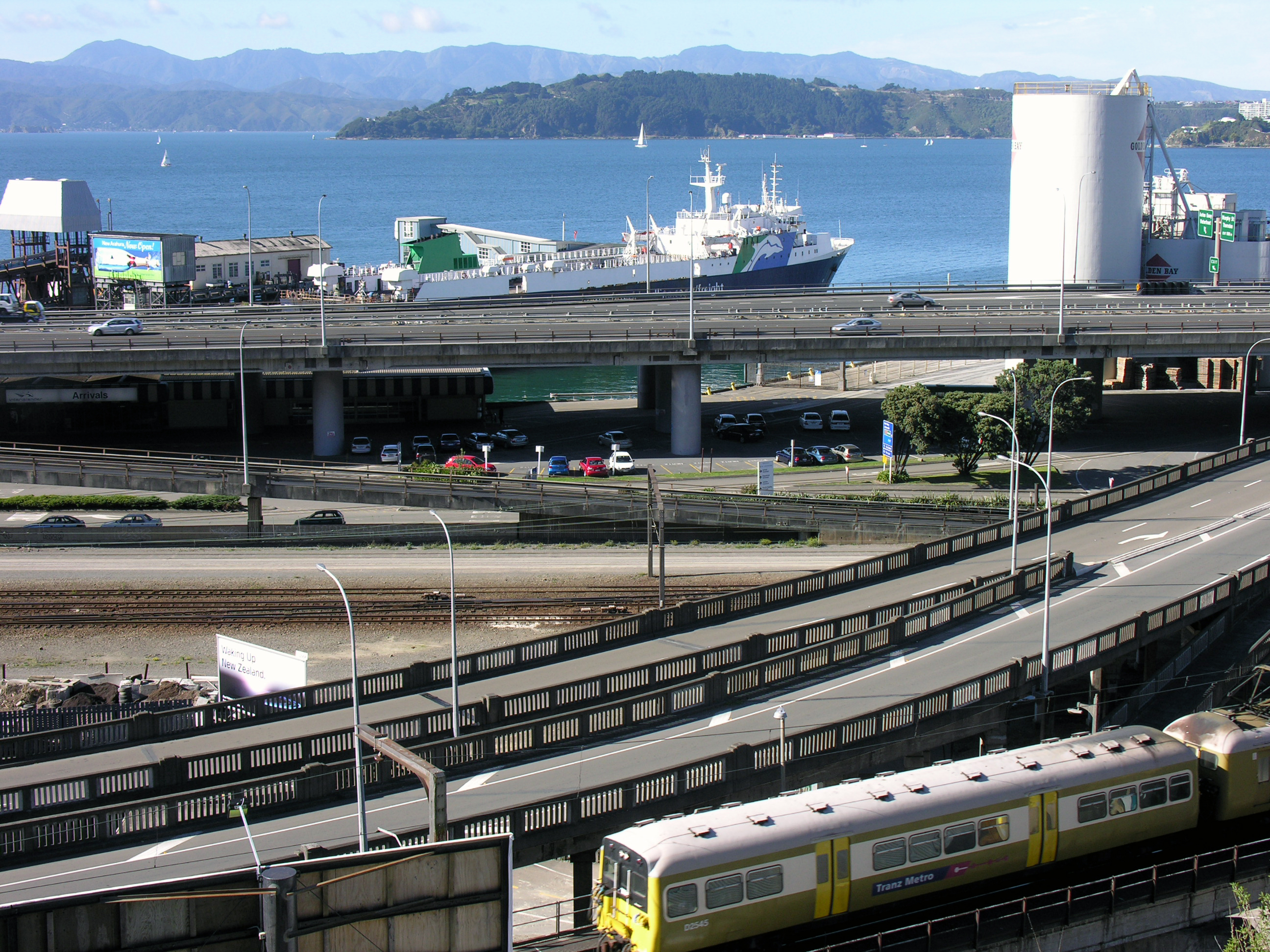
Хайвей и железная дорога в Веллингтоне

Транспорт в Новой Зеландии — система средств для перевозки пассажиров и грузов на территории Новой Зеландии. В настоящее время основные перевозки производятся на автомобильном транспорте и авиацией. Исторически до европейской колонизации племена маори использовали реки для перемещения, в XIX веке началось активное строительство железных дорог.
Основным приоритетом развития транспортной системы является строительство автомобильных дорог. В 2010 году правительство выделило 21 миллиард долларов на модернизацию дорожной инфраструктуры, и лишь 0,7 миллиардов для остальных видов транспорта. Решение было подвергнуто критике в свете растущих цен на топливо и проблем с пробками. Общественный транспорт в Новой Зеландии входит в зону ответственности местных властей, тогда как государство поддерживает состояние хайвеев.  

## Автомобильный транспорт

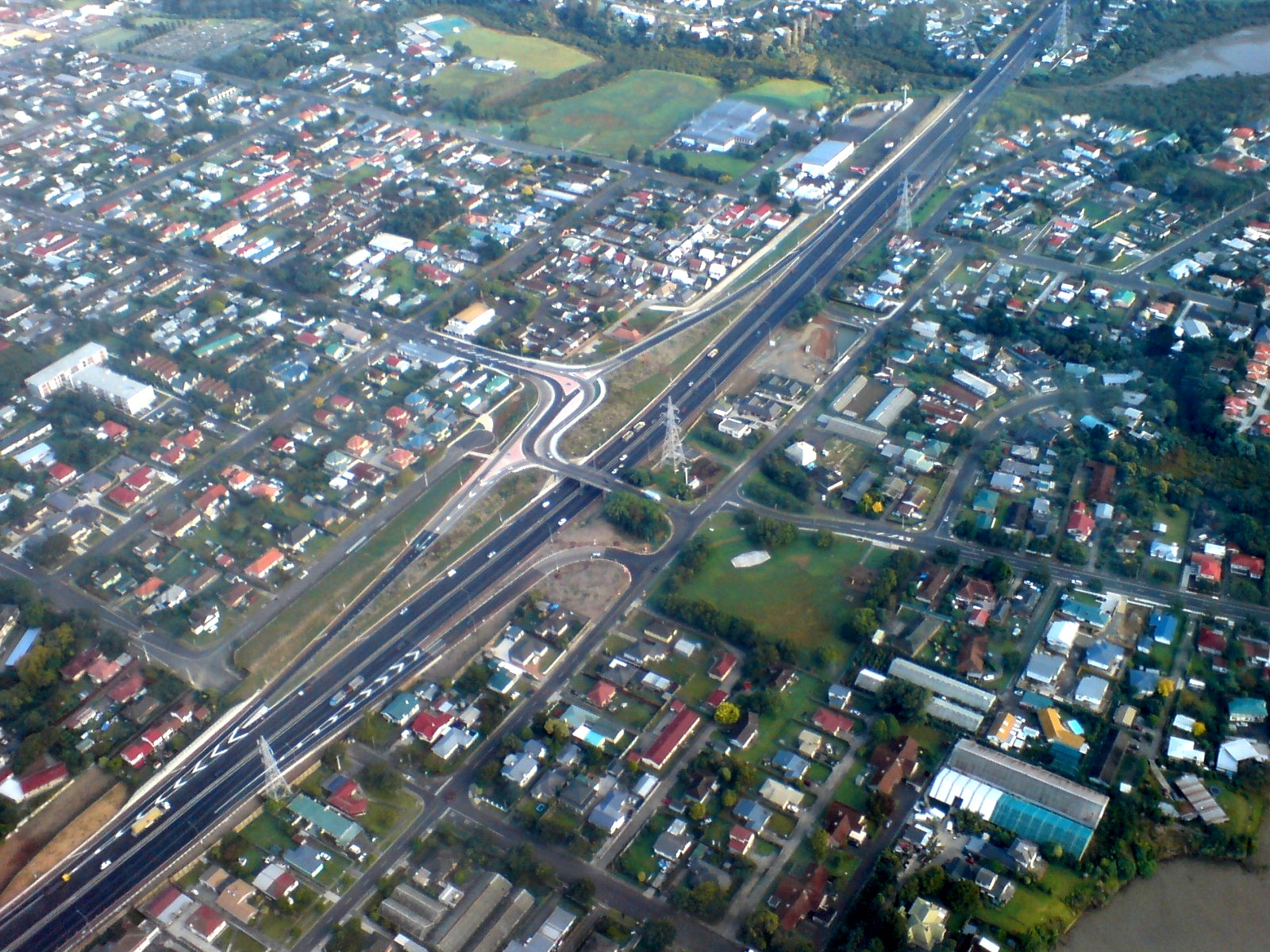
State Highway 1 в Окленде

Система государственных шоссе Новой Зеландии соединяет между собой основные города страны. Сеть шоссе находятся в ведении Транспортного агентства Новой Зеландии. Большинство менее значительных дорог находятся в зоне ответственности городских или районных муниципалитетов. 
Традиционно в Новой Зеландии принято левостороннее движение. 

### История
Дорожная сеть Новой Зеландии берет свое начало с путей, используемых маори и ранними европейскими поселенцами. Известно несколько главных дорог маори, в частности, путь вдоль западного побережья Северного острова. На Южном острове подобный путь пролегал вдоль восточного побережья с ответвлениями к горам западной части.  Болота и заросли делали рискованными путешествия вглубь островов, и ранние колонисты использовали в качестве дорог пляжи.  Пляжи использовались и как взлетные полосы, например, в Окарито и на острове Стьюарта.
Первые настоящие дороги были построены армией для перемещения войск. Разведение овец. бывшее основой хозяйство страны, не требовало разветвленной дорожной сети. Однако развитие молочного животноводства в конце XIX века создало острую потребность в дорожной инфраструктуре для доставки продукции к портам для экспорта. Во многих случаях автомобильные дороги строились вдоль путей воловьих упряжек колонистов, которые, в свою очередь, следовали пешим тропам.  Это создает проблемы во всей Новой Зеландии (особенно в горных районах), так как расположение дорог зачастую не удовлетворяет современным требованиям комфорта и безопасности. 
Дорожная сеть страны была значительно расширена после Второй Мировой войны. Первая автомагистраль была построена в окрестности Веллингтона в 1960 году.  Последующие вложения в автодорожное строительство с 1950-х годов возрастали. С другой стороны, общественный транспорт терял свое значение и внимание со стороны властей. 

### Ограничения скорости
Стандартное ограничение скорости вне населенных пунктов составляет 100 километров в час, и 50 километров в час в городах. 
Частные землевладельцы могут устанавливать свои ограничения скорости.

## Железнодорожный транспорт

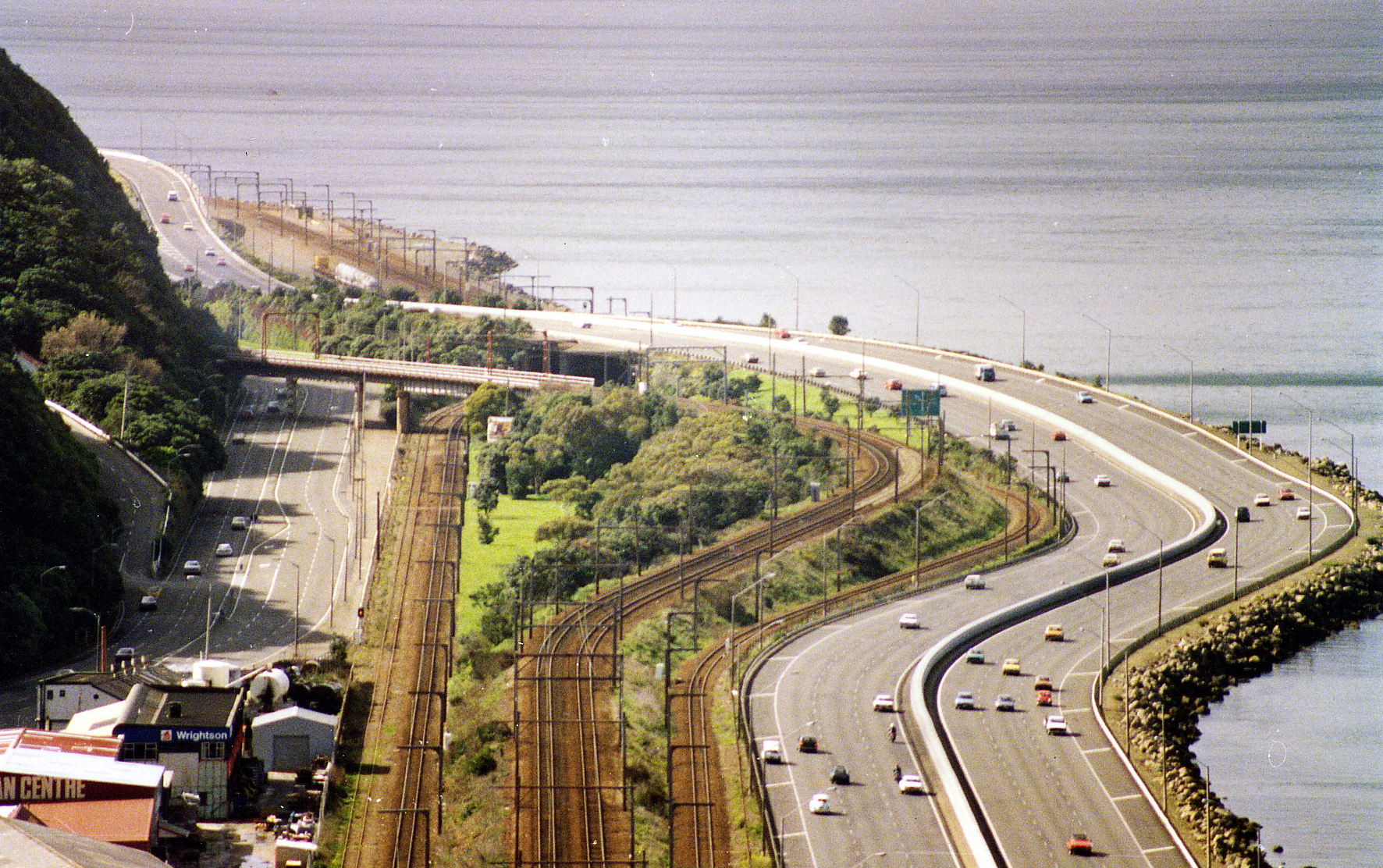
Веллингтон долгое время был единственным в стране городом с развитой системой пригородных поездов

### Сеть железных дорог
Протяжённость железных дорог Новой Зеландии составляет 3 896 километров, из них электрифицированы 506 км. Используется колея шириной 1067 мм. Владельцем сети дорог и главным железнодорожным оператором страны является государственная KiwiRail. 
В период 1982-1993 годов система железнодорожного транспорта претерпела значительные реформы, включающие закрытие многих станций и линий. В 1991 году The Railway Corporation была разделена. Созданная New Zealand Rail Limited занималась обслуживанием железнодорожной сети, паромными перевозками, в то время как автобусное сообщение перешло в руки частных инвесторов. The Railways Corporation продолжала существовать как владелец земли, по которой проходят пути. В 1993 году New Zealand Rail Limited была приватизирована и переименована в Tranz Rail.  В 2004 году бизнес железнодорожных, паромных операций и наземных грузоперевозок Trainz Rail был приобретён компанией Toll Holdings и переименован в Toll NZ. Правительство тем временем выкупило железнодорожную сеть и передало её в управление Новозеландской железнодорожной корпорации (под маркой ONTRACK). Правительство национализировало железнодорожные и паромные активы Toll NZ в 2008 году, переименовав их в KiwiRail. Toll NZ сохранила за собой право на оказание услуг по грузоперевозке автомобильным транспортом.

### Использование
По железной дороге осуществляется перевозка угля, леса, удобрений, контейнерные перевозки. Пассажирские перевозки ограничены тремя маршрутами: Крайстчерч — Греймут, Крайстчерч — Пиктон и Веллингтон — Окленд.

## Воздушный транспорт
На территории Новой Зеландии ведут работу 15 авиалиний.  Основную роль в воздушном сообщении занимает государственная Air New Zealand.

### Аэропорты

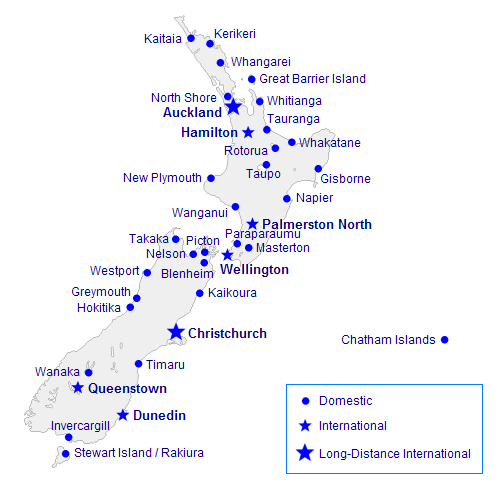
Карта расположения аэропортов

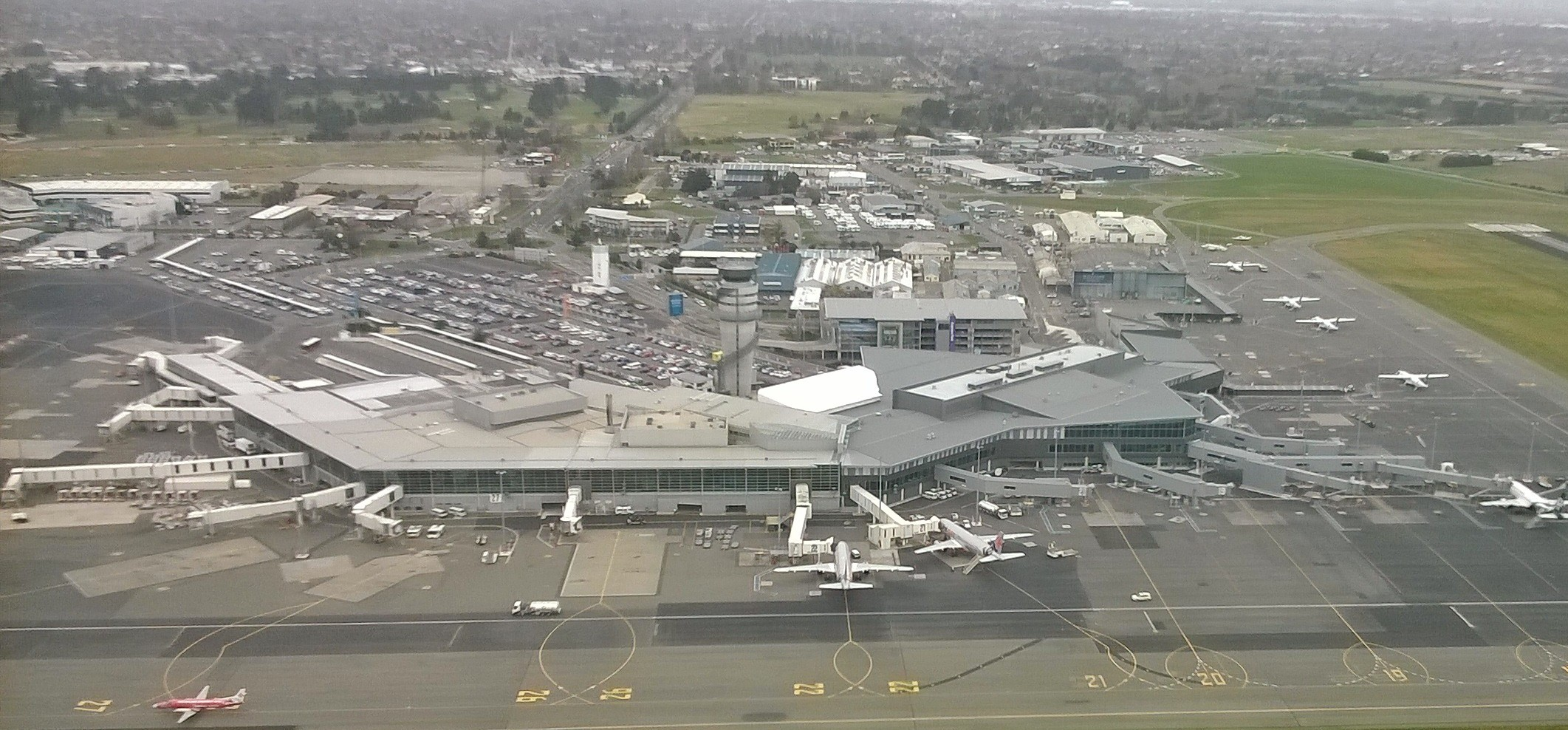
Терминал аэропорта Крайстчерч, крупнейшего на Южном острове

Всего в Новой Зеландии насчитывается 123 аэродрома, шесть из которых являются международными. Аэропорт Окленда и Крайстчерча обслуживают рейсы  дальнемагистральные воздушные перевозки; Аэропорты Веллингтона, Гамильтона, Данидина и Куинстауна обслуживают перелёты в Австралию и Фиджи. Ещё 30 аэропортов местного значения служат для перелётов внутри страны.